# Ottone II di Borgogna
Ottone II di Borgogna o Ottone I d'Andechs e di Merania (1180 circa – Besançon, 7 maggio 1234) fu duca d'Andechs e di Merania dal 1205 alla morte, conte consorte di Borgogna dal 1208 al 1231, conte reggente di Borgogna dal 1231 alla morte, margravio d'Istria dal 1228 alla morte e margravio di Carniola dal 1228 alla morte.

## Origine
Ottone I d'Andechs e di Merania, secondo il De Fundatoribus Monasterii Diessenses era figlio del conte d'Andechs, duca di Merania e marchese d'Istria, Bertoldo IV e della moglie, Agnese di Rochlitz (†25 marzo 1195), della famiglia dei Wettin, che, secondo la Genealogica Wettinensis era la figlia di Dedo III, margravio di Lusazia e della moglie, Matilda di Heinsburg.
Bertoldo IV d'Andechs, secondo il De Fundatoribus Monasterii Diessenses era figlio del conte d'Andechs, duca di Merania e marchese d'Istria, Bertoldo III e della sua prima moglie Edvige, figlia del conte palatino bavarese Ottone IV di Scheyern e Heilika di Pettendorf-Lengenfeld-Hopfenohe.

## Biografia
Nel 1204, alla morte del padre, gli succedette nel titolo di duca d'Andechs e di Merania.
Nel 1208, divenne conte consorte di Borgogna come ci conferma il Monacho Novi Monasterii Hoiensis Interpolata , a seguito del matrimonio con Beatrice II di Borgogna, che era la figlia secondogenita (secondo il Monacho Novi Monasterii Hoiensis Interpolata era l'unica figlia) del Conte di Borgogna e, per un breve periodo anche conte di Lussemburgo, Ottone I e della moglie (il matrimonio viene confermato dal Historiens occidentaux II, Historia Rerum in partibus transmarinis gestarum ("L'estoire de Eracles Empereur et la conqueste de la terre d'Outremer"), Continuator) Margherita di Blois (1170-1230), che, come si apprende dal documento n° XXV degli Archives de la Maison-Dieu de Châteaudun, datato 1183, era figlia del conte di Blois, Châteaudun e Chartres, Tebaldo V e di Alice di Francia, a sua volta figlia del re di Francia Luigi VII e della duchessa d'Aquitania e Guascogna e contessa di Poitiers, Eleonora, come ci conferma la Chronica Albrici Monachi Trium Fontium.
Nello stesso giorno del matrimonio (21 giugno) il re dei Romani, Filippo di Svevia, zio di sua moglie venne ucciso, pare con la complicità di alcuni membri della sua famiglia, da Ottone VIII di Wittelsbach, conte palatino di Baviera, nipote del duca di Baviera Ottone VI di Wittelsbach (figlio di un suo fratello anche lui di nome Ottone, Ottone VII di Wittelsbach), ma secondo lo storico Austin Lane Poole, fu una vendetta personale.
Beatrice morì nel 1231, secondo le Notæ Diessenses il 7 maggio 1231 (Anno ab incarnatione Domini 1231 Nonis Maii Beatrix ducissa Meranie obiit), mentre il De Fundatoribus Monasterii Diessenses ricorda la morte nel 1232, specificando che fu sepolta a Langheim, dove fu raggiunta dal marito (Anno gracie 1232. Beatrix ducissa Meranie obiit, sepulta in Lancheim cum marito suo Ottone duce).
Nel titolo di conte di Borgogna le succedette il figlio Ottone, ma in effetti la contea continuò ad essere governata dal marito, Ottone II, che dopo essere rimasto vedovo, come ci viene confermato dalla Cronica Principum Saxonie, si sposò in seconde nozze con Sofia d'Anhalt, figlia del principe di Anhalt, Enrico.
Ottone II morì nel 1234, sia secondo il De Fundatoribus Monasterii Diessenses (Anno gracie 1234. Otto dux Meranie obiit), che secondo le Notæ Diessenses, che riportano la data della morte e anche che fu sepolto a Langheim (1234 Nonis Mai, Otto dux Meranie obiit, sepulti Lancheim); alla sua morte, il figlio, Ottone, gli succedette, sia nel titolo di conte di Borgogna, come Ottone III di Borgogna, che nel titolo di duca d'Andechs e di Merania, come Ottone II di Merania.

## Discendenza
Ottone e Beatrice ebbero sei figli:
- Agnese[18] signora della Carniola (?-1269), che secondo gli Annales Mellicenses, sposò nel 1229 il duca d'Austria, Federico II di Babenberg[18] (1211-1246), detto il Battagliero. Divorziarono nel 1243, come riportano i Continuatio Garstensis[19], mentre i Continuatio Prædictorum Vindobonensium riferiscono di un ripudio, nel 1244[20]. Sposò poi, in seconde nozze, il duca di Carinzia, Ulrico III di Sponheim (1220 circa-1269), come da dispensa di papa Innocenzo IV del dicembre 1248, documento n° 4302 del Les Registres d'Innocent IV (1243-1254) recueil des bulles, Tome II[21];
- Beatrice (1210-1270), sposò Ermanno II (?-1247), conte d'Orlamünde, della dinastia degli Ascanidi, come si può riscontrare da due documenti del Monumenta Zollerana[22];
- Ottone[23] (1218-1248), conte di Borgogna e duca d'Andechs e di Merania, sposò nel 1234: Elisabetta (?-1256) figlia del conte Alberto del Tirolo;
- Margherita (?-1271), sposò nel 1233 il margravio di Moravia, Przemysl (1209-1239) e nel 1240, in seconde nozze il conte Federico di Truhendingen, (?-1274), come si può riscontrare dal documento n° LIV del Monumenta Zollerana[24];
- Adelaide o Alice (?-1279), contessa di Borgogna, sposò, nel 1236 il conte di Châlon, Ugo[25] (1220-1266) e nel 1267, in seconde nozze, il conte di Savoia, Filippo I[26] (1207-1285);
- Elisabetta (?-1273), sposò nel 1251 il burgravio (castellano) Federico III di Nuremberg, come si può riscontrare dal documento n° XLI del Monumenta Zollerana[27].

Ottone da Sofia d'Anhalt, non ebbe figli.

## Ascendenza
|                       |                   |                                            | Genitori                                        |  |  | Nonni |  |  | Bisnonni              |  |  | Trisnonni |  |
|                       |                   |                                            |                                                 |  |  |       |  |  | Bertoldo II d'Andechs |  |  | …         |  |
|                       |                   |                                            |                                                 |  |  |       |  |  | Bertoldo II d'Andechs |  |  | …         |  |
|                       |                   | …                                          |                                                 |  |  |       |  |  | Bertoldo II d'Andechs |  |  |           |  |
| Bertoldo I d'Istria   |                   |                                            |                                                 |  |  |       |  |  | Bertoldo II d'Andechs |  |  |           |  |
|                       |                   | Sofia di Carniola                          | Poppo II di Carniola                            |  |  |       |  |  |                       |  |  |           |  |
|                       |                   | Sofia di Carniola                          | Poppo II di Carniola                            |  |  |       |  |  |                       |  |  |           |  |
|                       |                   | Sofia di Carniola                          | Riccarda d'Istria                               |  |  |       |  |  |                       |  |  |           |  |
| Bertoldo IV d'Andechs |                   | Sofia di Carniola                          |                                                 |  |  |       |  |  |                       |  |  |           |  |
|                       |                   | Ottone IV di Wittelsbach                   | Eccardo I di Scheyern                           |  |  |       |  |  |                       |  |  |           |  |
|                       |                   | Ottone IV di Wittelsbach                   | Eccardo I di Scheyern                           |  |  |       |  |  |                       |  |  |           |  |
|                       |                   | Ottone IV di Wittelsbach                   | Riccarda di Carniola                            |  |  |       |  |  |                       |  |  |           |  |
| Edvige di Wittelsbach |                   | Ottone IV di Wittelsbach                   |                                                 |  |  |       |  |  |                       |  |  |           |  |
|                       |                   | Heilika di Pettendorf-Lengenfeld-Hopfenohe | Federico III di Pettendorf-Lengenfeld-Hopfenohe |  |  |       |  |  |                       |  |  |           |  |
|                       |                   | Heilika di Pettendorf-Lengenfeld-Hopfenohe | Federico III di Pettendorf-Lengenfeld-Hopfenohe |  |  |       |  |  |                       |  |  |           |  |
|                       |                   | Heilika di Pettendorf-Lengenfeld-Hopfenohe | …                                               |  |  |       |  |  |                       |  |  |           |  |
| Ottone II di Borgogna |                   | Heilika di Pettendorf-Lengenfeld-Hopfenohe |                                                 |  |  |       |  |  |                       |  |  |           |  |
|                       | Corrado di Meißen | Thimo di Wettin                            |                                                 |  |  |       |  |  |                       |  |  |           |  |
|                       | Corrado di Meißen | Thimo di Wettin                            |                                                 |  |  |       |  |  |                       |  |  |           |  |
|                       | Corrado di Meißen | Ida di Northeim                            |                                                 |  |  |       |  |  |                       |  |  |           |  |
| Dedi III di Lusazia   | Corrado di Meißen |                                            |                                                 |  |  |       |  |  |                       |  |  |           |  |
|                       |                   | Luitgarda di Ravenstein                    | Adalberto di Ravenstein                         |  |  |       |  |  |                       |  |  |           |  |
|                       |                   | Luitgarda di Ravenstein                    | Adalberto di Ravenstein                         |  |  |       |  |  |                       |  |  |           |  |
|                       |                   | Luitgarda di Ravenstein                    | Berta di Boll                                   |  |  |       |  |  |                       |  |  |           |  |
| Agnese di Rochlitz    |                   | Luitgarda di Ravenstein                    |                                                 |  |  |       |  |  |                       |  |  |           |  |
|                       |                   | …                                          | …                                               |  |  |       |  |  |                       |  |  |           |  |
|                       |                   | …                                          | …                                               |  |  |       |  |  |                       |  |  |           |  |
|                       |                   | …                                          | …                                               |  |  |       |  |  |                       |  |  |           |  |
| Matilde di Heinsberg  |                   | …                                          |                                                 |  |  |       |  |  |                       |  |  |           |  |
|                       |                   | …                                          | …                                               |  |  |       |  |  |                       |  |  |           |  |
|                       |                   | …                                          | …                                               |  |  |       |  |  |                       |  |  |           |  |
|                       |                   | …                                          | …                                               |  |  |       |  |  |                       |  |  |           |  |
|                       |                   | …                                          |                                                 |  |  |       |  |  |                       |  |  |           |  |

### Fonti primarie
- (LA)  Monumenta Germaniae Historica, Scriptores, tomus IX.
- (LA)  Monumenta Germaniae Historica, Scriptores, tomus XVI.
- (LA)  Monumenta Germaniae Historica, Scriptores, tomus XVII.
- (LA)  Monumenta Germaniae Historica, Scriptores, tomus XX.
- (LA)  Monumenta Germaniae Historica, Scriptores, tomus XXV.
- (LA)  Monumenta Germaniae Historica, Scriptores, tomus XXIII.
- (FR)  Recueil des historiens des croisades. Historiens occidentaux. Tome II.
- (LA)  Recueil de chartes et documents de Saint-Martin-des-Champs, tome III.
- (LA)  Archives de la Maison-Dieu de Châteaudun.
- (LA)  Recueil des historiens des Gaules et de la France. Tome 13.
- (LA)  Les Registres d'Innocent IV (1243-1254) recueil des bulles, tome II.
- (LA)  Monumenta Zollerana.

### Letteratura storiografica
- Austin Lane Poole, Filippo di Svevia e Ottone IV, cap. II, vol. V (Il trionfo del papato e lo sviluppo comunale) nella Storia del Mondo Medievale, 1999, pp. 54–93.
- Paul Fournier, "Il regno di Borgogna o d'Arles dal XI al XV secolo", cap. XI, vol. VII (L'autunno del Medioevo e la nascita del mondo moderno) della Storia del Mondo Medievale, 1999, pp. 383–410.